# 97. додела Оскара
Церемонија 97. доделе Оскара (енгл. 97th Academy Awards), коју организује Академија филмских уметности и наука, одржала се 2. марта 2025. године у Долби театру у Холивуду, у Лос Анђелесу.
Током гала вечери, Академија је доделила Оскаре у 23 категорије, за филмове који су објављени 2024. године. Церемонија је била преношена на телевизији у Сједињеним Америчким Државама путем канала ABC и истовремено стримована уживо на Hulu-у, што је био први пут да се Оскари преносе на овај начин. Комичар и подкастер Конан О’Брајен по први пут је водио шоу, а Раџ Капур и Кејти Мулан су поново били извршни продуценти церемоније.
Анора је освојила пет награда, укључујући ону за најбољи филм. Међу осталим победницима су били Бруталиста, са три награде; Дина: Други део, Емилија Перез и Злица, са по две награде; и Конклава, Поплава, Ја нисам робот, Још сам ту, У сенци чемпреса, Нема друге земље, Једина девојка у оркестру, Истински бол и Супстанца, са по једном.

## Номинације
Номинaције за 97. доделу Оскара објављене су 23. јануара 2025. године у Самуел Голдвин театру у Беверли Хилсу, а најавили су их глумица Рејчел Сенот и глумац Боуен Јанг. Филм Емилија Перез је добио највише номинација за Оскара за филм који није на енглеском језику, њих 13, надмашивши филмове Притајени тигар, скривени змај (2000) и Рома (2018), који су имали по 10. За свој наступ у овом филму, шпанска глумица Карла Софија Гаскон постала је прва отворено трансродна глумица која је номинована у глумачкој категорији. Емилија Перез и Још сам ту су такође 10. и 11. филмови који нису на енглеском језику који су номиновани и за најбољи филм и за најбољи међународни филм у истој години; ово је био први пут да су два филма номинована за обе категорије, а Емилија Перез је први филм номинован у обе категорије који је изгубио обе награде.
Са 29 година, Тимоти Шаламе је постао најмлађи двоструки номиновани за најбољег глумца још од Џејмса Дина 1957. године. Јура Борисов постао је први руски глумац номинован за Оскара од Михаила Баришњикова и филма Прекретница (1978). За режију хорор сатире Супстанца, Корали Фаржа је постала девета жена номинована за најбољег редитеља. Фернанда Торес је постала друга бразилска глумица номинована за најбољу глумицу (прва је била њена мајка, Фернанда Монтенегро, 1999. године), док је филм Још сам ту постао први филм на португалском језику номинован у категорији најбољи филм. Филм Поплава је постао први летонски филм који је био номинован у више категорија: за најбољи анимирани филм и најбољи међународни филм, као и други анимирани филм који је добио номинације у обе категорије, након филма Бегунац (2021). Мемоари једног пужа постао је други анимирани филм са рејтингом R који је номинован, након филма Anomalisa (2015), још једног стоп-моушон анимираног филма.
Режисери Жак Отијар (Емилија Перез) и Шон Бејкер (Анора) су добили по четири номинације, чиме су постали осма и девета особа који су то постигли у једној години. Штавише, номиновани за најбољу режију — Отијар, Бејкер, Брејди Корбет (за Бруталисту), Фаржа и Џејмс Менголд (за филм Боб Дилан: Потпуни незнанац) — су сви први пут били номиновани у овој категорији; последње троје су добили по три номинације. Последњи пут потпуно нова постава номинованих кандидата која се такмичила у трци за режију била је 1998. године. По први пут од 1978. године, сви филмови са номинованом за најбољу глумицу су такође номиновани за најбољи филм. Миксер звука Енди Нелсон добио је номинацију за Злицу и са укупно 25 номинација, други је иза Џона Вилијамса (са 54), има највише номинација за живу особу. Четири победе Шона Бејкера изједначене су са Волтом Дизнијем за највећи број Оскара које је једна особа освојила у истој години. Он је једина особа која је освојила четири Оскара у истој ноћи за исти филм.

## Награде
Победници ће бити наведени први, истакнути подебљаним словима и означени двоструким бодежом (‡).
| Најбољи филм - Анора – Алекс Коко, Саманта Кван и Шон Бејкер ‡ - Бруталиста – Ник Гордон, Брајан Јанг, Ендрју Морисон, Д. Гугенхајм и Брејди Корбет, продуценти - Боб Дилан: Потпуни незнанац – Фред Бергер, Џејмс Менголд и Алекс Хајнеман, продуценти - Конклава – Теса Рос, Џулијет Хауел и Мајкл А. Џекман, продуценти - Дина: Други део – Мери Парен, Кејл Бојтер, Тања Лапоен и Дени Вилнев, продуценти - Емилија Перез – Паскал Кашето и Жак Отијар, продуценти - Још сам ту – Марија Карлота Бруно и Родриго Тешеира, продуценти - Момци из Никла – Диди Гарднер, Џереми Клајнер и Џослин Барнс, продуценти - Супстанца – Корали Фаржа, Тим Беван и Ерик Фелнер, продуценти - Злица – Марк Плат, продуцент | Најбољи редитељ - Шон Бејкер – Анора ‡ - Брејди Корбет – Бруталиста - Џејмс Менголд – Боб Дилан: Потпуни незнанац - Жак Отијар – Емилија Перез - Корали Фаржа – Супстанца |
| Оскар за најбољег глумца - Ејдријен Броди – Бруталиста као Ласло Тот ‡ - Тимоти Шаламе – Боб Дилан: Потпуни незнанац као Боб Дилан - Колман Доминго – Синг Синг као Џон „Дивајн Џи” Вајтфилд - Рејф Фајнс – Конклава као кардинал Томас Лоренс - Себастијан Стен – The Apprentice: Прича о Трампу као Доналд Трамп | Оскар за најбољу глумицу - Мајки Медисон – Анора као Анора „Ени” Микива ‡ - Синтија Ериво – Злица као Елфаба Троп - Карла Софија Гаскон – Емилија Перез као Емилија Перез / Хуан „Манитас” дел Монте - Деми Мур – Супстанца као Елизабет Спаркл - Фернанда Торес – Још сам ту као Јунис Пајва |
| Оскар за најбољег глумца у споредној улози - Киран Калкин – Истински бол као Бенџи Каплан ‡ - Јуриј Борисов – Анора као Игор - Едвард Нортон – Боб Дилан: Потпуни незнанац као Пит Сигер - Гај Пирс – Бруталиста као Харисон Ли ван Бјурен Старији - Џереми Стронг – The Apprentice: Прича о Трампу као Рој Кон | Оскар за најбољу глумицу у споредној улози - Зои Салдана – Емилија Перез као Рита Мора Кастро ‡ - Моника Кастро – Боб Дилан: Потпуни незнанац као Џоун Бајз - Аријана Гранде – Злица као Галинда „Глинда” Апланд - Фелисити Џоунс – Бруталиста као Ержебет Тот - Изабела Роселини – Конклава као сестра Агнес |
| Оскар за најбољи оригинални сценарио - Анора – Шон Бејкер ‡ - Бруталиста – Брејди Корбет и Мона Фастволд - Истински бол – Џеси Ајзенберг - Пети септембар – Мориц Биндер и Тим Фелбаум; коаутор је Алекс Дејвид - Супстанца – Корали Фаржа | Оскар за најбољи адаптирани сценарио - Конклава – Питер Строн; према истоименом роману Роберта Хериса ‡ - Боб Дилан: Потпуни незнанац – Џејмс Манголд и Џеј Кокс; према књизи Dylan Goes Electric! аутора Елајџе Волда - Емилија Перез – Жак Отијар у сарадњи са Томасом Бидеженом, Леом Мисус и Николасом Ливекијем; према оперском либрету Емилија Перез Жака Одијара и роману Écoute Бориса Разона - Момци из Никла – Рамел Рос и Џослин Барнс; према истоименом роману Колсона Вајтхеда - Синг Синг – Сценарио: Грег Кведар и Клинт Бентли; прича Грега Кведара, Клинта Бентлија, Кларенса Меклина и Џона „Дивајн Џи” Витфилда; према књизи The Sing Sing Follies Џона Х. Ричардсона и драми Breakin' the Mummy's Code Брента Бјула |
| Оскар за најбољи анимирани филм - Поплава – Гинтс Зилбалодис, Матис Кажа, Рон Дајенс и Грегори Залкман ‡ - У мојој глави 2 – Келси Ман и Марк Нилсен - Мемоар једног пужа – Адам Елиот и Лиз Кирни - Волас и Громит: Перната освета – Ник Парк, Мерлин Кросингем и Ричард Бик - Неукротиви робот – Крис Сандерс и Џеф Херман | Оскар за најбољи међународни филм - Још сам ту (Бразил) на португалском – режија Валтер Салес ‡ - Емилија Перез (Француска) на шпанском – режија Жак Отијар - Поплава (Летонија) – у режији Гинтса Зилбалодиса - Девојка са иглом (Данска) на данском – у режији Магнуса фон Хорна - Семе свете шљиве (Немачка) на персијском – у режији Мохамеда Расулофа |
| Оскар за најбољи документарни филм - Нема друге земље – Базел Адра, Рејчел Зор, Хамдан Балал и Јувал Абрахам ‡ - Дневници црне кутије – Шиори Ито, Ерик Њари и Хана Аквилин - Порцелански рат – Брендан Беломо, Слава Леонтјев, Анијела Сидорска и Паула ДуПре Песмен - Саундтрек за државни удар – Јохан Гримонпрез, Дан Милијус и Реми Грелети - Шећерна трска – Јулиан Брејв, Емили Кеси и Келен Квин | Оскар за најбољи кратки документарни филм - Једина девојка у оркестру – Моли О’Брајен и Лиса Ремингтон ‡ - Смрт по бројевима – Ким А. Снајдер и Јаник Л. Робилард - Спреман сам, управниче – Смрити Мундра и Маја Гнип - Инцидент – Бил Морисон и Џејми Калвен - Инструменти срца које куца – Ема Рајан Јамазаки и Ерик Њари |
| Оскар за најбољи краткометражни играни филм - Ја нисам робот – Викторија Вомердам и Трент ‡ - Заложно право – Сем Катлер-Кројц и Дејвид Катлер-Кројц - Ануја – Адам Ј. Грејвс и Сучитра Матај - Последњи ренџер – Синди Ли и Дарвин Шо - Човјек који није могао шутјети – Небојша Слијепчевић и Данијел Пек | Оскар за најбољи кратки анимирани филм - У сенци чемпреса – Ширин Сохани и Хосеин Молајеми ‡ - Лепи мушкарци – Николас Кепенс и Брехт Ван Елсланд - Магични бомбони – Даисуке Нишио и Такаши Вашио - Одлутајте до чуда – Нина Ганц и Стинет Босклопер - Фуј! – Лоик Еспуче и Жилијет Марке |
| Оскар за најбољу оригиналну музику - Бруталиста – Данијел Блумберг ‡ - Конклава – Волкер Бертелман - Емилија Перез – Клемент Дусол и Камил - Злица – Џон Пауел и Стивен Шварц - Неукротиви робот – Крис Бауерс | Оскар за најбољу оригиналну песму - "El Mal" из филма Емилија Перез – Музика Клемана Дусола и Камила; стихови Клемента Дусола, Камила и Жака Одијара ‡ - "The Journey" из филма The Six Triple Eight – музика и текст Дајен Ворен - "Like a Bird" из филма Синг Синг – Музика и текстови Абрахам Алекандер и Адриан Куесада - "Mi Camino" из филма Емилија Перез – Музика и текстови Камила и Клемана Дусола - "Never Too Late" из филма Елтон Џон: Никада није касно – Музика и текстови Елтона Џона, Бренди Карлајл, Ендруа Вота и Бернија Топина |
| Оскар за најбољи звук - Дина: Други део – Герет Џон, Ричард Кинг, Рон Бартлет и Даг Хемфил ‡ - Боб Дилан: Потпуни незнанац – Тод А. Мејтланд, Доналд Силвестер, Тед Каплан, Паул Масеји и Давид Ђамарко - Емилија Перез – Ерван Керзанет, Ајмерик Деволдер, Максенс Дусер, Сирил Холц и Нилс Барлета - Злица – Сајмон Хејз, Ненси Нуџент Титл, Џек Долман, Енди Нелсон и Џон Маркиз - Неукротиви робот – Ренди Том, Брајан Чамни, Гери А. Рицо и Леф Лефертс | Оскар за најбољу сценографију - Злица – Дизајн продукције: Нејтан Кроли; Декорација комплета: Ли Сандалс ‡ - Бруталиста – Дизајн продукције: Џуди Бекер; Декорација комплета: Патриција Кучија - Конклава – Дизајн продукције: Сузи Дејвис; Декорација комплета: Синтија Слејтер - Дина: Други део – Дизајн продукције: Патрис Вермет; Декорација комплета: Шејн Вијо - Носферату – Дизајн продукције: Крејг Латроп; Декорација комплета: Беатрице Брентнерова |
| Оскар за најбољу фотографију - Бруталиста – Лол Кроли ‡ - Дина: Други део – Грег Фрејзер - Емилија Перез – Пол Гијом - Марија – Едвард Лахман - Носферату – Џарин Блашке | Оскар за најбољу шминку - Супстанца – Пјер-Оливије Персин, Стефани Гијон и Мерилин Скарсели ‡ - Другачији човек – Мајк Марино, Давид Престо и Кристал Јурадо - Емилија Перез – Џулија Флош Карбонел, Емануел Жанвије и Жан-Кристоф Спадачини - Носферату – Дејвид Вајт, Трејси Лодер и Сузан Стокс-Мунтон - Злица – Френсис Ханон, Лора Блаунт и Сара Нут |
| Оскар за најбољу костимографију - Злица – Пол Тазвел ‡ - Боб Дилан: Потпуни незнанац – Аријана Филипс - Конклава – Лизи Кристал - Гладијатор 2 – Џенти Јејтс и Дејв Кросман - Носферату – Линда Муир | Оскар за најбољу монтажу - Анора – Шон Бејкер ‡ - Бруталиста – Давид Јаншо - Конклава – Ник Емерсон - Емилија Перез – Џулијет Велфинг - Злица – Мајрон Керштајн |
| Оскар за најбоље визуелне ефекте - Дина: Други део – Пол Ламберт, Стивен Џејмс, Рис Салкомб и Герд Нефзер ‡ - Осми путник: Ромул – Ерик Барба, Нелсон Сепулведа-Фаусер, Даниел Масарин и Шејн Махан - Бољи човек – Лук Милар, Давид Клејтон, Кет Херфт и Петер Стабс - Нова планета мајмуна: Краљевство – Ерик Винквист, Стивен Унтерфранк, Пол Стори и Родни Берк - Злица – Пабло Хелман, Џонатан Фокнер, Давид Ширк и Пол Корболд | |